# Cour de district des États-Unis pour le district central de Californie
La cour de district des États-Unis pour le district central de Californie (en anglais : United States District Court for the Central District of California, C.D. Cal) est le tribunal fédéral de première instance pour sept comtés de l'État de Californie.

## Organisation
Elle est composée de 28 juges nommés par le président des États-Unis et confirmés par le Sénat. Un procureur, également confirmé par les sénateurs, et un marshal lui sont rattachés.
Elle a son siège à Los Angeles avec des succursales à Riverside et Santa Ana.

### Ressort
La cour de district connaît des procès fédéraux de première instance dans les comtés de Riverside, de San Bernardino, d'Orange, de Los Angeles, de San Luis Obispo, de Santa Barbara et de Ventura.
Les appels contre ses décisions sont interjetés devant la cour d'appel pour le neuvième circuit, sauf pour les recours concernant les marchés publics impliquant le gouvernement fédéral et les brevets, qui remontent à la cour d'appel pour le circuit fédéral.